# (24623) 1979 MD8
1979 أم دي 8 (ويعرف أيضًا باسم (24623) 1979 أم دي 8 وفق تسمية الكوكب الصغير) (بالإنجليزية: 1979 MD8)‏ هو كويكب ضمن حزام الكويكبات؛ وترتيبه 24623 من حيث الاكتشاف.
اكتُشف هذا الجُرم الفلكي بواسطة اليانور إف. هيلين في 25 يونيو 1979.

## وصلات خارجية
- (24623) 1979 MD8 في قاعدة بيانات مختبر الدفع النفاث لأجرام النظام الشمسي الصغيرة

- الاكتشاف · مخطط المدار ·  العناصر المدارية · المعلمات المادية

- (24623) 1979 MD8 على موقع ويكي سكاي: DSS2, SDSS, GALEX, IRAS, Hydrogen α, X-Ray, Astrophoto, Sky Map, Articles and images